# Manchester United F.C. mùa bóng 1965–66
Mùa giải 1965-66 là mùa giải lần thứ 63 của Manchester United ở The Football League và mùa giải thứ 21 liên tiếp của đội bóng ở Giải hạng nhất Anh.
Manchester United Là nhà đương kim vô địch của Giải hạng nhất Anh mùa trước nhưng mùa giải này United kết thúc ở vị trí thứ tư và không giành được quyền tham dự giải đấu Cúp Inter-Cities Fairs Cup. United thi đấu tốt ở mọi đấu trường bằng nỗ lực mạnh mẽ nhưng tại giải đấu Cúp FA, nơi mà United thất bại tại bán kết trước nhà vô địch mùa giải này đó là Everton.
Tại giải European Cup, United chỉ dừng lại tại vòng bán kết, khi bị loại bởi câu lạc bộ bóng đá Partizan Belgrade (Nhà vô địch Quốc gia Nam Tư). United vượt qua vòng sơ loại đầu tiên để đủ điều kiện bước vào vòng đầu tiên với chiến thắng với tổng tỷ số 9-2 sau hai lượt đấu trước đối thủ là Câu lạc bộ bóng đá nhà HJK Helsinki (Nhà vô địch bóng đá Ba Lan).
Mặc dù sỡ hữu bộ ba tấn công xuất sắc George Best, Bobby Charlton và Denis Law nhưng cầu thủ ghi bàn hàng đầu cho United mùa này đó là tiền đạo kỳ cựu David Herd, ông ghi được 24 bàn thắng tại giải đấu hạng nhất Anh và 33 bàn thắng trên tất cả đấu trường.

## Siêu cúp Anh
| Thời gian           | Đối thủ   | H/A | Tỷ số Bt-Bb | Cầu thủ ghi bàn | Số lượng khán giả |
| ------------------- | --------- | --- | ----------- | --------------- | ----------------- |
| 14 tháng 8 năm 1965 | Liverpool | H   | 2 – 2       | Best, Herd      | 48,502            |

## Hạng nhất Anh
| Thời gian            | Đối thủ              | H/A | Tỷ số Bt-Bb | Cầu thủ ghi bàn                      | Số lượng khán giả |
| -------------------- | -------------------- | --- | ----------- | ------------------------------------ | ----------------- |
| 21 tháng 8 năm 1965  | Sheffield Wednesday  | H   | 1 – 0       | Herd                                 | 37,524            |
| 24 tháng 8 năm 1965  | Nottingham Forest    | A   | 2 – 4       | Aston, Best                          | 33,744            |
| 28 tháng 8 năm 1965  | Northampton Town     | A   | 1 – 1       | Connelly                             | 21,140            |
| 1 tháng 9 năm 1965   | Nottingham Forest    | H   | 0 – 0       |                                      | 38,777            |
| 4 tháng 9 năm 1965   | Stoke City           | H   | 1 – 1       | Herd                                 | 37,603            |
| 8 tháng 9 năm 1965   | Newcastle United     | A   | 2 – 1       | Herd, Law                            | 57,380            |
| 11 tháng 9 năm 1965  | Burnley              | A   | 0 – 3       |                                      | 30,235            |
| 15 tháng 9 năm 1965  | Newcastle United     | H   | 1 – 1       | Stiles                               | 30,401            |
| 18 tháng 9 năm 1965  | Chelsea              | H   | 4 – 1       | Law (3), Charlton                    | 37,917            |
| 25 tháng 9 năm 1965  | Arsenal              | A   | 2 – 4       | Aston, Charlton                      | 56,757            |
| 9 tháng 10 năm 1965  | Liverpool            | H   | 2 – 0       | Best, Law                            | 58,161            |
| 16 tháng 10 năm 1965 | Tottenham Hotspur    | A   | 1 – 5       | Charlton                             | 58,051            |
| 23 tháng 10 năm 1965 | Fulham               | H   | 4 – 1       | Herd (3), Charlton                   | 32,716            |
| 30 tháng 10 năm 1965 | Blackpool            | A   | 2 – 1       | Herd (2)                             | 24,703            |
| 6 tháng 11 năm 1965  | Blackburn Rovers     | H   | 2 – 2       | Charlton, Law                        | 38,823            |
| 13 tháng 11 năm 1965 | Leicester City       | A   | 5 – 0       | Herd (2), Best, Charlton, Connelly   | 34,551            |
| 20 tháng 11 năm 1965 | Sheffield United     | H   | 3 – 1       | Best (2), Law                        | 37,922            |
| 4 tháng 12 năm 1965  | West Ham United      | H   | 0 – 0       |                                      | 32,924            |
| 11 tháng 12 năm 1965 | Sunderland           | A   | 3 – 2       | Best (2), Herd                       | 37,417            |
| 15 tháng 12 năm 1965 | Everton              | H   | 3 – 0       | Best, Charlton, Herd                 | 32,624            |
| 18 tháng 12 năm 1965 | Tottenham Hotspur    | H   | 5 – 1       | Law (2), Charlton, Herd, Beal (o.g.) | 39,270            |
| 27 tháng 12 năm 1965 | West Bromwich Albion | H   | 1 – 1       | Law                                  | 54,102            |
| 1 tháng 1 năm 1966   | Liverpool            | A   | 1 – 2       | Law                                  | 53,790            |
| 8 tháng 1 năm 1966   | Sunderland           | A   | 1 – 1       | Best                                 | 39,162            |
| 12 tháng 1 năm 1966  | Leeds United         | A   | 1 – 1       | Herd                                 | 49,672            |
| 15 tháng 1 năm 1966  | Fulham               | A   | 1 – 0       | Charlton                             | 33,018            |
| 29 tháng 1 năm 1966  | Sheffield Wednesday  | A   | 0 – 0       |                                      | 39,281            |
| 5 tháng 2 năm 1966   | Northampton Town     | H   | 6 – 2       | Charlton (3), Law (2), Connelly      | 34,986            |
| 19 tháng 2 năm 1966  | Stoke City           | A   | 2 – 2       | Connelly, Herd                       | 36,667            |
| 26 tháng 2 năm 1966  | Burnley              | H   | 4 – 2       | Herd (3), Charlton                   | 49,892            |
| 12 tháng 3 năm 1966  | Chelsea              | A   | 0 – 2       |                                      | 60,269            |
| 19 tháng 3 năm 1966  | Arsenal              | H   | 2 – 1       | Law, Stiles                          | 47,246            |
| 6 tháng 4 năm 1966   | Aston Villa          | A   | 1 – 1       | Cantwell                             | 28,211            |
| 9 tháng 4 năm 1966   | Leicester City       | H   | 1 – 2       | Connelly                             | 42,593            |
| 16 tháng 4 năm 1966  | Sheffield United     | A   | 1 – 3       | Sadler                               | 22,330            |
| 25 tháng 4 năm 1966  | Everton              | A   | 0 – 0       |                                      | 50,843            |
| 27 tháng 4 năm 1966  | Blackpool            | H   | 2 – 1       | Charlton, Law                        | 26,953            |
| 30 tháng 4 năm 1966  | West Ham United      | A   | 2 – 3       | Aston, Cantwell                      | 36,416            |
| 4 tháng 5 năm 1966   | West Bromwich Albion | A   | 3 – 3       | Aston, T. Dunne, Herd                | 22,609            |
| 7 tháng 5 năm 1966   | Blackburn Rovers     | A   | 4 – 1       | Herd (2), Charlton, Sadler           | 14,513            |
| 9 tháng 5 năm 1966   | Aston Villa          | H   | 6 – 1       | Herd (2), Sadler (2), Charlton, Ryan | 23,039            |
| 19 tháng 5 năm 1966  | Leeds United         | H   | 1 – 1       | Herd                                 | 35,008            |

| # | Câu lạc bộ        | Tr | T  | H  | B  | Bt | Bb | Hs  | Điểm |
| - | ----------------- | -- | -- | -- | -- | -- | -- | --- | ---- |
| 3 | Burnley           | 42 | 24 | 7  | 11 | 79 | 47 | +32 | 55   |
| 4 | Manchester United | 42 | 18 | 15 | 9  | 84 | 59 | +25 | 51   |
| 5 | Chelsea           | 42 | 22 | 7  | 13 | 65 | 53 | +12 | 51   |

## FA Cup
| Thời gian           | Vòng đấu       | Đối thủ                 | H/A | Tỷ số Bt-Bb | Cầu thủ ghi bàn         | Số lượng khán giả |
| ------------------- | -------------- | ----------------------- | --- | ----------- | ----------------------- | ----------------- |
| 22 tháng 1 năm 1966 | Vòng 3         | Derby County            | A   | 5 – 2       | Best (2), Law (2), Herd | 33,827            |
| 12 tháng 2 năm 1966 | Vòng 4         | Rotherham United        | H   | 0 – 0       |                         | 54,263            |
| 15 tháng 2 năm 1966 | Vòng 4 Đấu lại | Rotherham United        | A   | 1 – 0       | Connelly                | 23,500            |
| 5 tháng 3 năm 1966  | Vòng 5         | Wolverhampton Wanderers | A   | 4 – 2       | Law (2), Best, Herd     | 53,500            |
| 26 tháng 3 năm 1966 | Vòng 6         | Preston North End       | A   | 1 – 1       | Herd                    | 37,876            |
| 30 tháng 3 năm 1966 | Vòng 6 Đấu lại | Preston North End       | H   | 3 – 1       | Law (2), Connelly       | 60,433            |
| 23 tháng 4 năm 1966 | Bán kết        | Everton                 | N   | 0 – 1       |                         | 60,000            |

## European Cup
| Thời gian            | Vòng đấu             | Đối thủ         | H/A | Tỷ số Bt-Bb | Cầu thủ ghi bàn                       | Số lượng khán giả |
| -------------------- | -------------------- | --------------- | --- | ----------- | ------------------------------------- | ----------------- |
| 22 tháng 9 năm 1965  | Vòng sơ loại Lượt đi | HJK Helsinki    | A   | 3 – 2       | Connelly, Herd, Law                   | 25,000            |
| 6 tháng 10 năm 1965  | Vòng sơ loại Lượt về | HJK Helsinki    | H   | 6 – 0       | Connelly (3), Best (2), Charlton      | 30,388            |
| 17 tháng 11 năm 1965 | Vòng 1 Lượt đi       | Vorwärts Berlin | A   | 2 – 0       | Connelly, Law                         | 40,000            |
| 1 tháng 12 năm 1965  | Vòng 1 Lượt về       | Vorwärts Berlin | H   | 3 – 1       | Herd (3)                              | 30,082            |
| 2 tháng 2 năm 1966   | Tứ kết Lượt đi       | Benfica         | H   | 3 – 2       | Foulkes, Herd, Law                    | 64,035            |
| 9 tháng 3 năm 1966   | Tứ kết Lượt về       | Benfica         | A   | 5 – 1       | Best (2), Charlton, Connelly, Crerand | 75,000            |
| 13 tháng 4 năm 1966  | Bán kết Lượt đi      | Partizan        | A   | 0 – 2       |                                       | 60,000            |
| 20 tháng 4 năm 1966  | Bán kết Lượt về      | Partizan        | H   | 1 – 0       | Stiles                                | 62,500            |

## Thống kê mùa giải
| Vị trí | Tên cầu thủ      | League  | League       | FA Cup  | FA Cup       | European Cup | European Cup | Giải khác | Giải khác    | Tổng cộng | Tổng cộng    |
| Vị trí | Tên cầu thủ      | Số trận | Số bàn thắng | Số trận | Số bàn thắng | Số trận      | Số bàn thắng | Số trận   | Số bàn thắng | Số trận   | Số bàn thắng |
| ------ | ---------------- | ------- | ------------ | ------- | ------------ | ------------ | ------------ | --------- | ------------ | --------- | ------------ |
| GK     | David Gaskell    | 8       | 0            | 0       | 0            | 1            | 0            | 0         | 0            | 9         | 0            |
| GK     | Harry Gregg      | 26      | 0            | 7       | 0            | 5            | 0            | 0         | 0            | 38        | 0            |
| GK     | Pat Dunne        | 8       | 0            | 0       | 0            | 2            | 0            | 1         | 0            | 11        | 0            |
| FB     | Shay Brennan     | 28      | 0            | 5       | 0            | 5            | 0            | 1         | 0            | 39        | 0            |
| FB     | Noel Cantwell    | 23      | 2            | 2       | 0            | 3            | 0            | 1         | 0            | 29        | 2            |
| FB     | Tony Dunne       | 40      | 1            | 7       | 0            | 8            | 0            | 1         | 0            | 56        | 0            |
| FB     | Bobby Noble      | 2       | 0            | 0       | 0            | 0            | 0            | 0         | 0            | 2         | 0            |
| HB     | Pat Crerand      | 41      | 0            | 7       | 0            | 7            | 1            | 1         | 0            | 56        | 1            |
| HB     | John Fitzpatrick | 3(1)    | 0            | 0       | 0            | 1            | 0            | 0         | 0            | 4(1)      | 0            |
| HB     | Bill Foulkes     | 33      | 0            | 7       | 0            | 8            | 1            | 0         | 0            | 48        | 1            |
| HB     | Nobby Stiles     | 39      | 2            | 7       | 0            | 8            | 1            | 1         | 0            | 55        | 3            |
| FW     | Willie Anderson  | 5(1)    | 0            | 1       | 0            | 1            | 0            | 0         | 0            | 7(1)      | 0            |
| FW     | John Aston       | 23      | 4            | 2       | 0            | 2            | 0            | 1         | 0            | 28        | 4            |
| FW     | George Best      | 31      | 9            | 5       | 3            | 6            | 4            | 1         | 1            | 43        | 17           |
| FW     | Bobby Charlton   | 38      | 16           | 7       | 0            | 8            | 2            | 1         | 0            | 54        | 18           |
| FW     | John Connelly    | 31(1)   | 5            | 6       | 2            | 8            | 6            | 0         | 0            | 45(1)     | 13           |
| FW     | David Herd       | 36(1)   | 24           | 7       | 3            | 7            | 5            | 1         | 1            | 51(1)     | 33           |
| FW     | Denis Law        | 33      | 15           | 7       | 6            | 8            | 3            | 1         | 0            | 49        | 24           |
| FW     | Jimmy Ryan       | 4       | 1            | 0       | 0            | 0            | 0            | 0         | 0            | 4         | 1            |
| FW     | David Sadler     | 10      | 4            | 0       | 0            | 0            | 0            | 0         | 0            | 10        | 4            |